# The 13th Letter
The 13th Letter és una pel·lícula dels Estats Units, adaptació de Le Corbeau dirigida el 1943 per Henri-Georges Clouzot; estrenada el 1951, va ser rodada al Quebec per Otto Preminger.

## Argument[1]
A Montérégie, en un Saint-Marc-sur-Richelieu que gravita al voltant d'un suposat «hospital de la Misericòrdia», el doctor Laurent (Charles Boyer) juga al «Corb» denunciant, a la manera de Clouzot, sovint amb la intermediació de la seva dona Cora (Constance Smith). El nus de l'acció afecta el nou doctor Pearson (Michael Rennie) de qui Cora s'ha encapritxat i de qui intenta allunyar una rival, Denise Tourneur (Linda Darnell).

## Repartiment
- Charles Boyer: El Doctor Paul Laurent
- Constance Smith: Cora Laurent
- Michael Rennie: El Doctor Pearson
- Linda Darnell: Denise Tourneur
- Judith Evelyn: la germana Marie Corbin
- Françoise Rosay: Madame Gauthier
- Jean-Louis Roux: Jean-Louis Gauthier, el seu fill
- Ovila Légaré: L'alcalde del poble
- Jacques Auger: El capellà
- Camille Ducharme: El farmacèutic
- Paul Guèvremont: el carter
- J. Léo Gagnon
- Juliette Huot